# 曼宁 (南卡罗来纳州)
曼宁（英文：Manning），是美国南卡罗来纳州下属的一座城市。城市类型是“City”。其面积大约为1.28平方英里（3.31平方公里）。根据2010年美国人口普查，该市有人口4,108人，人口密度约为每平方 英里3,216.91人（约合每平方公里1242.1人）。